# Borsalino (film)
Borsalino – francusko-włoski barwny film gangsterski z 1970 roku w reżyserii Jacques'a Deraya, w którym wystąpili Alain Delon, Jean-Paul Belmondo i Catherine Rouvel.
W filmie opartym na autentycznych wydarzeniach z lat 30. XX wieku w Marsylii, aktorzy wcielili się w postaci prawdziwych gangsterów z tamtych czasów: Paula Carbone i François Spirito. W roku 1974 powstał sequel tego obrazu zatytułowany Borsalino i Spółka (Borsalino & Co.), również z Alainem Delonem w roli głównej.

## Fabuła
W 1930 roku w gangster Siffredi zostaje zwolniony z więzienia i poszukuje swej dziewczyny, Loli. Okazuje się, że aktualnie jest ona z Capellą, innym gangsterem. Obydwaj biją się o nią, ale po walce, w której nie ma zwycięzcy, zaprzyjaźniają się i tworzą duet gangsterski. Kontaktuje się z nimi Rinaldi, adwokat pracujący dla Marello i Poliego – dwóch szefów gangów, którzy kontrolują całą zorganizowaną przestępczość w Marsylii. Po kilku udanych akcjach Siffredi i Capello przejmują kontrolę nad targiem rybnym i handlem mięsem, a następnie rozwijają swą działalność i to oni stają na czele podziemnego świata Marsylii. Przewidując wewnętrzny rozłam i konflikt, Capella postanawia rozstać się ze wspólnikiem i wyjechać z Marsylii, zostaje jednak zastrzelony przez nieznanego sprawcę. Osamotniony Siffredi decyduje się też zakończyć kryminalną działalność i opuścić Marsylię.

## Obsada
- Alain Delon – Roch Siffredi
- Jean-Paul Belmondo – François Capella
- Catherine Rouvel – Lola
- Julien Guiomar – Simon Boccace
- André Bollet – gangster Poli
- Arnoldo Foà – gangster Marello
- Michel Bouquet – mec. Rinaldi
- Corinne Marchand – pani Rinaldi
- Françoise Christophe – Simone Escarguel
- Laura Adani – pani Siffredi, matka Rocha
- Christian de Tillière – „Tancerz”
- Nicole Calfan – Ginette, kochanka Poliego
- Pierre Koulak – Spada, członek bandy
- Mario David – Mario, członek bandy
- Lionel Vitrant – Fernand, członek bandy
- Dennis Berry – Nono, członek bandy
- Daniel Ivernel – komisarz Fanti
- Marius Laurey – inspektor Teyssère
- Hélène Rémy – Lydia
- Odette Piquet – piosenkarka

## Tytuł filmu
Początkowo film miał się nazywać Carbone i Spirito, ale pojawiły się obiekcje dotyczące używania prawdziwych nazwisk gangsterów, więc pomysł ten został odrzucony. Alain Delon powiedział, że chce, aby tytuł nie musiał być tłumaczony na inne języki. Ostatecznie przyjęto tytuł Borsalino, od marki kapeluszy bardzo popularnych w latach 30. XX wieku i prawdopodobnie noszonych przez gangsterów w tamtych latach. Kapeluszy tej marki użyto także podczas kręcenia filmu.